# Saw II
Saw II és una pel·lícula estatunidenco-canadenca estrenada el 2005 que s'enquadra en el gènere de terror i la segona seqüela de la pel·lícula Saw. Va ser dirigida i escrita per Darren Lynn Bousman en col·laboració del co-escriptor de la primera part, Leigh Whannell en un guió escrit per ell mateix. Ha estat doblada al català.

## Argument
Un home anomenat Michael desperta en una fosca habitació assegut en una cadira. Al voltant del seu cap hi ha un dispositiu metàl·lic, una màscara amb claus al seu interior. La televisió s'encén, i apareix el titella del maniàtic Jigsaw, qui li diu que en 60 segons abans que la màquina es tanqui sobre el seu cap, matant-lo instantàniament. Li diu que la clau està dins del seu ull, i per obtenir-la, ha de tallar-se'l amb un bisturí. Ell, desesperat, comença a demanar ajuda a crits, però ningú va. Pren el bisturí, però és incapaç de tallar l'ull. Finalment, els 60 segons passen i la màscara es tanca, matant-ho.
En una altra banda, el detectiu Eric Matthews va anar a buscar el seu fill Daniel a la comissaria, ja que havia comès un delicte. Al carrer, ells tenen una petita discussió, i Daniel, va dir que s'anava a viure amb la seva mare, ja que estaven separats.
A la nit, Matthews penedit, va cridar a Daniel per demanar-li disculpes, però ningú va contestar. Mentre dormia, va sonar el mòbil, però era la seva companya Kerry qui li va dir que havien trobat el cos d'un home assassinat pels jocs de Jigsaw. Era Michael, l'home de la màscara de la mort mostrada al començament de la pel·lícula. En l'escena del crim, hi havia un missatge escrit amb sang que deia: "Busqui més de prop, detectiu Matthews". Furiós, el detectiu fa cas omís al missatge i discuteix amb Kerry.
Mentre dormia, Matthews va recordar que la màscara de Michael tenia la marca de la fàbrica d'acers "Wilson Steel", i per això li deia que miri més de prop. Juntament amb l'equip dels SWAT, Matthews i Kerry es dirigeixen a la fàbrica. Allà, un oficial queda greument ferit en un parany que s'activa a les escales, i un altre mor en tocar una reixa electrificada.
El sergent Rigg intentar retrocedir, però Kerry, l'experta en Jigsaw, el fa avançar. Al pis superior, van trobar a Jigsaw amb una màscara d'oxigen, que no va oposar resistència. Però quan l'anaven a arrestar Jigsaw li va dir a Matthews que havia de solucionar un problema a l'habitació de l'altra part.
Quan va entrar, el detectiu va observar uns monitors, en un dels quals hi havia el seu fill amb altres set persones desconegudes, aparentment en una trampa planejada per Jigsaw. Enutjat, Matthews interroga Jigsaw sobre el parador del seu fill. Però Jigsaw li va dir que era el problema que havia de solucionar en només dues hores, ja que passat aquest temps, Daniel moriria a causa d'un verí que hi havia a la casa.
En aquest lloc, tots els captius havien despertat, excepte una dona. Ningú té idea de com ha arribat allà ni de com sortir. Estaven tancats al soterrani de la casa. A tots els faltava l'aire a causa del verí. Al mig de l'habitació hi havia una misteriosa caixa forta. La dona que estava adormida va despertar i va dir que era Amanda, l'única supervivent als jocs de Jigsaw.
Ella els va dir qui els va ficar i va començar a buscar la gravadora que els deixava les seves víctimes. En trobar-la, la sinistra veu els va dir que la porta de sortida s'obriria en tres hores però el gas tòxic que hi havia a la casa els matarà en dos, i que la seva única salvació era l'antídot, els quals estaven ocults a la casa. També els va dir que tots ells tenien alguna cosa en comú i que la X marcava el lloc d'aquesta pista. Finalment, els va advertir que a la caixa forta del soterrani hi havia un antídot, i que la combinació estava darrere de les seves ments i que per l'ordre havien de pensar en els colors de l'arc de Sant Martí.
Aparentment, ningú va entendre l'última pista. Al costat de la gravadora havia una clau amb un missatge, que deia que no intentin obrir la porta amb ella. Un traficant de drogues anomenat Xavier juntament amb un malversador, Gus, tots dos segrestats a la casa, no fan cas. Gus va mirar per l'espiell de la porta, només per veure el canó d'una pistola (encara que ell no la va arribar a reconèixer). Xavier gira la clau, però en fer-ho, acciona un dispositiu mecànic que fa que una pistola fixada a la porta, amb el canó apuntant-lo, li dispari a Gus al cap movent un engranatge. Tots criden, espantats, ja que el malversador havia mort. Jonas, una altra víctima, va començar a interrogar Amanda, però ella aparentment no sabia res més.
Novament a "Wilson Steel", Jigsaw li va dir al detectiu Matthews que si volia trobar el seu fill només havia de jugar un simple joc: seure i parlar amb ell. El policia es nega, ja que no volia escoltar les paraules d'un assassí, i li ordena a Kerry que cridi a un equip de tècnics per trobar el senyal d'on provenia el vídeo.
La porta del soterrani de la casa es va obrir, i els set, espantats, s'obren pas per ella. Van baixar les escales i van trobar una porta que deia SORTIDA. Xavier la intenta obrir en va amb la clau, i llavors va prendre un bat de beisbol amb claus que havia a terra i va començar a destrossar-la. Però, de l'altra banda havien reixes metàl·liques. Els captius s'embranquen en una discussió, fins que una dona anomenada Laura, diu que va trobar una porta sota de l'escala. Tots entren allà, a l'àtic de la casa, baixant unes escales. Al mig de la cambra hi havia una gran caldera. Al costat, un ninot amb un ganivet clavat al pit (que Xavier s'apropia) que al seu torn subjecta un sobre que deia "Obi". Una víctima es deia Obi i diu que la cinta del sobre era per a ell. Jigsaw li va dir que havia d'entrar a la caldera i prendre dos antídots. Un era el seu regal per haver-ho ajudat a segrestar als altres i l'altre era per qui el volgués donar-lo. A més li va donar una pista que deia: "A la porta de l'infern només el diable pot ajudar-te". Tots insulten Obi i Laura recorda que va ser ell qui la va segrestar quan entrava al seu cotxe.
Xavier amenaça Obi, i aquest accedeix a entrar a la caldera. Obi troba els dos antídots, però el segon estava enganxat d'una cadena. Quan intenta estirar-lo, la porta de la caldera es tanca. La caldera s'encén i comença a cremar a Obi, qui desesperadament demana ajuda i intenta obrir la porta a puntades de peu. Obi no s'havia adonat que dins de la caldera just sobre la porta hi havia una perilla de gas i el dibuix d'un diable (sembla que aquesta clau podria ser la clau de pas amb la de tallar el foc). La porta s'havia tancat amb clau, però Daniel assenyala que a l'altre costat hi havia una petita porta amb un vidre. Xavier la trenca amb el bat, però Obi no cabia en ella. Quan el pobre home mor, tots observen que els antídots se li havien fos.
El detectiu Matthews, horroritzat, va accedir a parlar amb Jigsaw, qui els diu als altres policies que abandonin l'habitació. Jigsaw diu que es diu John Kramer i que li diuen Jigsaw (Puzzle) perquè talla un tros de pell a les víctimes que moren amb la forma d'una peça d'un trencaclosques. Això era, segons ell, perquè a aquestes persones els faltava una part vital del trencaclosques humà: l'instint de supervivència. Després li diu que ell pateix de càncer inoperable en el lòbul frontal, i quan es va assabentar d'això li va dir que es va voler suïcidar. Es va tirar amb el seu cotxe per un precipici, però va sobreviure miraculosament. Ell li va dir que va sobreviure i que a partir d'aquest moment va aprendre a valorar la seva vida. Però va començar a veure com altres persones amb salut no ho feien i va començar a provar-los en els seus macabres jocs.
A la casa, tots es van dividir buscant un antídot. Amanda li va dir a Daniel que la va tornar a triar a ella perquè després del primer joc va intentar suïcidar-se i que havia fallat l'objectiu que Jigsaw li va col·locar en el primer joc. En aquest moment, Jonas els diu que al pis superior van trobar una porta sense pany. Quan van, Xavier li dona una puntada i un rellotge marcava tres minuts. Jonàs troba el sobre amb la cinta que anava dirigida a Xavier. Jigsaw li va dir que tenia tres minuts per trobar la clau de la caixa forta que contenia un antídot, i si no ho feien a temps, la porta de la caixa es tancaria per sempre. Li havia dit que el joc tenia molt a veure amb la seva vida de narcotraficant, al mig del quart havia una mena de llit, que en treure'l s'adonen que sota d'ella hi havia un forat enorme al terra ple de xeringues i la clau estava en aquesta piscina, finalment li esmenta que "serà com buscar una agulla en un paller". Xavier maleint obliga Amanda a entrar a la piscina, llançant-la, Amanda comença a buscar la clau, mentre se li clavaven totes les agulles, quan quedaven només deu segons va trobar la clau passant-li en Xavier, qui es dirigí ràpidament a la caixa forta, però la clau li va caure i quan va aconseguir recollir la caixa forta ja s'havia tancat.
Daniel estava ajudant a Amanda a treure-li les agulles. Xavier es va separar de l'equip prenent el seu propi camí.L'equip de tècnics havia arribat a la fàbrica. Però tots sabien que anaven a trigar una bona estona, i els quedava tan sols una hora. Kerry li diu a Matthews que amenaci a Jigsaw amb trencar-li els plans de les seves trampes. El detectiu li diu que trencarà tot si no li diu on és Daniel. Jigsaw somriu i li diu que els trenqui. Matthews li destrossa tota l'oficina, els plans, els ordinadors i fins i tot les maquetes de les seves trampes, un treball que li havia ocupat, no uns dies, sinó setmanes. Matthews, en veure el somriure a la cara del seu enemic, li diu que l'estona tornarà a interrogar-lo si no li responia, ara el que destrossaria seria el seu rostre. Xavier va tornar al soterrani on va despertar i intenta aconseguir l'antídot de la caixa forta. Sense voler, li va treure el sac al cadàver del seu amic Gus. En el seu coll estava escrit el número 2, de color vermell. Va recordar la cinta que deia que la combinació estava darrere de les seves ments, (perquè estava escrita al clatell) i l'ordre eren els colors de l'arc de Sant Martí (perquè el nombre estava escrit amb color).
Jonas va entrar al soterrani, per dir-li a Xavier que també s'havia separat de la resta. Xavier li diu que es doni la volta per veure'l el nom, però Jonas l'ataca, copejant-lo contra la caixa forta. Comença una breu lluita entre Xavier i Jonàs, aquest últim a causa del verí no va aconseguir impedir que Xavier l'assassini clavant-li el bat de beisbol al cap.
Al pis superior, estava la resta del grup (Amanda, Laura, Addison i Daniel). Laura cau pel verí, ja que ella estava pitjor que la resta, començant a tossir, però abans de morir els adverteix que la X de la pista estava pintada en el quart.
Una altra víctima, una prostituta anomenada Addison, treu el quadre i veu una fotografia de Daniel amb el seu pare. Ella i Amanda diuen que Matthews els va arruïnar la vida, ja que els va plantar evidències falses a casa seva per arrestar-los enviar-los a la presó. La prostituta, furiosa s'allunya dels altres. Laura mor pel verí.
Jigsaw li va ensenyar el detectiu Matthews unes fotografies amb els set personatges que estaven atrapats a la casa. Tots havien estat empresonats per ell, qui els va plantar proves falses. Li va dir que tots voldrien venjar-se. Matthews embogeix i comença a colpejar-lo, Jigsaw en un moment li somriu dient que faltava poc perquè el seu fill comencés a orinar sang, això enfureix més a Matthews qui li trenca un dit.
Addison va entrar a una habitació que tenia una caixa de vidre amb un antídot. La trampa anava dirigida a Gus, però ella va tirar la cinta i va posar una mà dins de la caixa. L'antídot es va vessar a la caixa i va ficar l'altra mà. No obstant això, els forats per ficar les mans tenien fulles a manera de vàlvula mecànica que podien ser empeses però no estirades, ja que es clavaria a l'avantbraç. Addison intenta treure els braços, però amb cada intent els talls són més profunds i la pèrdua de sang augmenta. Ella comença a demanar ajuda. Mentrestant, Xavier buscava el número al coll de tots els morts, passant per on Laura fins a arribar al lloc d'Addison. Li promet que l'ajudarà si li deixa veure el número en el seu clatell, però només veu el nombre i se'n va, deixant-la tancada, ella comença a maleir hi ha cridar. Mentre que Amanda i Daniel estaven en una altra habitació i des d'aquí es podien escoltar els crits d'Addison.
Com només quedaven els números de Xavier, Amanda i Daniel. Xavier els comença a buscar per tota la casa, però ells corren per amargar-se de Xavier que volia matar-los per veure els números. En veure que el seu fill és perseguit per Xavier, Matthews li posa la pistola a la boca a Jigsaw i li va dir que si no li deia on era Daniel, el liquidaria. Jigsaw accedeix i li diu que el portarà a la casa, però a ell sol. Matthews prem un botó i l'oficina baixa, ja que era una mena d'ascensor. En aquest moment, els tècnics van trobar el senyal de la casa, quan quedava mitja hora de temps. El sergent Rigg i els SWAT es dirigeixen cap allà, mentre que Kerry es va quedar per orientar mitjançant els monitors.
A la casa, Amanda i Daniel van arribar fins al soterrani, on veuen terroritzats el cadàver de Jonas, gràcies a la sang d'aquest es donen compte que sota de la caixa forta hi havia una porta, que s'obre amb la clau que estava a les butxaques d'aquest últim. Xavier demanava a crits que obrin la porta, però l'havien travat amb el bat. Quan obren la petita porta, baixen per una escala, que els condueix a un fosc passadís. En aquest moment, Xavier entra al soterrani i en veure que baixaven per l'escala, va agafar el ganivet que havia trobat a l'àtic i comença a perseguir-los.
Matthews i Jigsaw van arribar a la casa. L'assassí li va donar una clau per obrir les portes. Eric va entrar i cridava al seu fill, sense obtenir respostes. Després es va dirigir al pis de dalt. Daniel i Amanda corrien en el fosc passadís, en el qual van veure una porta al fons. En obrir-la, van entrar a un horrible bany. Amanda encén els llums i va veure que estaven en el bany on es desenvolupa l'anterior pel·lícula. Allà hi havia el cadàver Adam i el de Zep Hindle, juntament amb això el peu del Dr.Gordon. L'equip SWAT va entrar a la casa de la qual provenia el senyal, però, era una trampa. Era una altra casa, on també hi havia un vídeo de la casa original. Per això havien trobat el senyal. El sergent Rigg comunica Kerry que tot aquest joc havia estat gravat anteriorment i que van ser enganyats.
Mentrestant, Xavier entra al bany, arraconant a Amanda i Daniel, aquest últim es va fer el mort. Amanda li diu que si la matava, mai sabria el seu propi nom. Xavier es va acostar al mirall per intentar veure el seu nom però el mirall estava massa brut i es va començar a tallar el tros de pell del clatell on tenia gravat el número. Amanda el mira horroritzada. Després de veure el seu nom, Xavier s'apropa disposat a matar-la, però Daniel es posa en peu, per després tallar-li el coll amb la serra amb la qual el doctor Gordon es va tallar el peu, Xavier mor dessagnat.
Matthews arriba al soterrani on veu el cos una mica descompost de Jonas, segueix baixant, ignorant que tot el que ha passat a la casa on estava el seu fill havia ocorregut dies abans i s'endinsa en ella. Allà veu el cadàver de Xavier, i una mà que sortia de la banyera. Va creure que era de Daniel, però al tocar-la, una figura amb el cap de porc li va clavar una xeringa, que el va dormir. El temps a "Wilson Steel" va expirar i Kerry va creure que esclataria una bomba o alguna cosa així.
Però simplement es va obrir una caixa forta en el mig de l'habitació on estava Daniel, amb una màscara d'oxigen. Ella va comprendre que el joc de Matthews era senzill: havia de seure i parlar amb Jigsaw i ser pacient fins que passin les dues hores, però si perdia el control i anava fins a la casa, seria atrapat. Però ell ignorava que Amanda ajudava a Jigsaw. Quan Matthews va despertar, estava encadenat a una canonada al bany de la pel·lícula anterior, amb les llums apagades. No arribava a agafar la pistola ni la llanterna.
Tampoc podia treure's la cadena. Al seu costat hi havia una cinta. La veu d'Amanda li va explicar quin havia estat el seu joc en realitat i que com va perdre havia de quedar allà tancat. Després li va dir que ella continuarà amb el treball de Jigsaw després de la seva mort i va aparèixer a la porta del bany dient "Fi del joc" ("Game Over") i es deixa tancat a Matthews, mentre Jhon estava agonitzant en l'acte traient una petita somriure.

## Repartiment
| Intèrpret               | Personatge         |
| ----------------------- | ------------------ |
| Jigsaw                  | Tobin Bell         |
| Amanda Young            | Shawnee Smith      |
| Eric Matthews           | Donnie Wahlberg    |
| Daniel Matthews         | Erik Knudsen       |
| Xavier                  | Franky G           |
| Addison Corday          | Emmanuelle Vaugier |
| Detective Allison Kerry | Dina Meyer         |
| Jonás                   | Glenn Plummer      |
| Laura                   | Beverley Mitchell  |
| Obi                     | Timothy Burd       |
| Sargento Rigg           | Lyriq Bent         |
| Michael                 | Noam Jenkins       |
| Gus                     | Tony Nappo         |
| Tech                    | John Fallon        |
| Adam Faulkner           | Leigh Whannell     |

## Banda sonora
Saw II: Original Motion Picture Soundtrack és la banda sonora de la pel·lícula Saw II, la qual va ser llançada el 25 d'octubre del 2005 pel segell discogràfic Treadstone Records als Estats Units i per Trisol Records al Regne Unit.

### Cançons
1. "Irresponsible Hate Anthem" (Venus Head Trap Mix) – Marilyn Manson – 3:41
2. "Sound Effects and Overdramatics" – The Used – 3:28
3. "Forget to Remember" – Mudvayne – 3:33
4. "September" – Bloodsimple – 3:38
5. "Blood (Empty Promises)" – Papa Roach – 2:56
6. "REV 22:20" (REV 4:20 Mix) – Puscifer – 4:47
7. "Pieces" – Sevendust – 3:06
8. "Rodent" (Ken "Hiwatt" Marshall/DDT Mix) – Skinny Puppy – 5:00
9. "Burn the Witch" (UNKLE Variation) – Queens of the Stone Age – 3:04
10. "Holy" – A Band Called Pain – 3:43
11. "Three Fingers" – Buckethead and Friends featuring Saul Williams – 3:00
12. "Home Invasion Robbery" – The Legion of Doom – 4:11
13. "Caliente (Dark Entries) - Revolting Cocks - 4:01
14. "Step Up" – Opiate For The Masses – 3:24
15. "Don't Forget the Rules" – Charlie Clouser – 5:02

### Cançons extres
1. "Fear" - London After Midnight
2. "Make A Star (Saw Edit)" - Dope Stars Inc. - 4:01
3. "The 6th Of September (How Far Would You Go)" - ASP - 3:37
4. "Bis an das Ende der Zeit" - Samsas Traum - 3:46
5. "My Soul Speaks" - Lore - 4:04

### Sons dins de la pel·lícula
1. Títols - Charlie Clouser
2. Mirall - Charlie Clouser
3. Vídeo del titella - Charlie Clouser
4. Pànic Ocular - Charlie Clouser
5. Escapatòria-Charlie Clouser
6. Escena de l'Assassinat - Charlie Clouser
7. Peça de Trencaclosques-Charlie Clouser
8. Mira detingudament - Charlie Clouser
9. Mans Plenes - Charlie Clouser
10. No Puc Dormir - Charlie Clouser
11. Wilson Steel (fàbrica d'Acer) - Charlie Clouser
12. Acostament - Charlie Clouser
13. Escales d'Acer - Charlie Clouser
14. Cau de Jigsaw - Charlie Clouser
15. El Problema - Charlie Clouser
16. Hi haurà Sang - Charlie Clouser
17. Dona'm un Telèfon - Charlie Clouser
18. El Missatge de Jigsaw - Charlie Clouser
19. Desperta - Charlie Clouser
20. Mandy - Charlie Clouser
21. Benvinguts - Charlie Clouser
22. Tret a l'Ull - Charlie Clouser
23. He Jugat Abans - Charlie Clouser
24. Porta Oberta - Charlie Clouser
25. Pla de Joc - Charlie Clouser
26. Seu - Charlie Clouser
27. Merda Masclista - Charlie Clouser
28. Ninot - Charlie Clouser
29. Hola, Obi - Charlie Clouser
30. Merda - Charlie Clouser
31. Forn - Charlie Clouser
32. La Cura - Charlie Clouser
33. El teu Fill - Charlie Clouser
34. L'Oficina del Doctor - Charlie Clouser
35. Accident de cotxe - Charlie Clouser
36. Heu sobreviscut - Charlie Clouser
37. És Una Trampa - Charlie Clouser
38. Hola, Javier - Charlie Clouser
39. Piscina d'Agulles - Charlie Clouser
40. És Suficient - Charlie Clouser
41. El seu Treball - Charlie Clouser
42. Tercera Gavet - Charlie Clouser
43. Entén - Charlie Clouser
44. Jonas - Charlie Clouser
45. Fotografia del Pare - Charlie Clouser
46. No Puc confiar en Vostès - Charlie Clouser
47. Fotografia de Javier - Charlie Clouser
48. Et portaré - Charlie Clouser
49. Maleïda Porta - Charlie Clouser
50. Forat de Merda - Charlie Clouser
51. Tallar Colls - Charlie Clouser
52. Eric s'acosta - Charlie Clouser
53. No està en viu - Charlie Clouser
54. Apunyalat - Charlie Clouser
55. Conscient - Charlie Clouser
56. Hola, Eric - Charlie Clouser

## Saga
- Saw (curtmetratge 2003) (2003)
- Saw
- Saw III
- Saw IV
- Saw V
- Saw VI
- Saw VII
- Saga Saw